# Aldford Castle

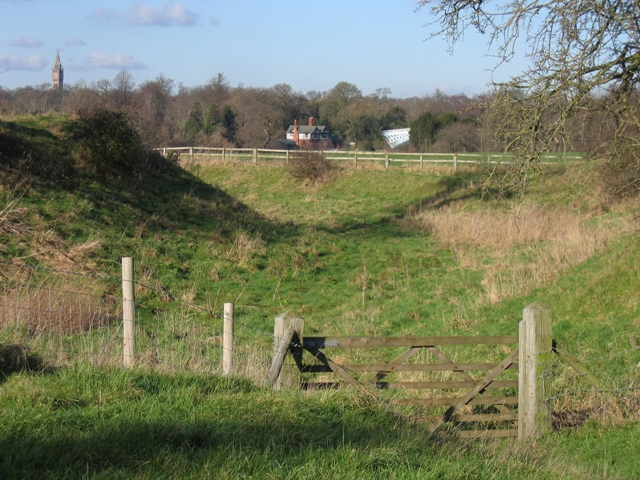
Aldford Castle

Aldford Castle ist eine Burgruine im Dorf Aldford in der englischen Grafschaft Cheshire. Die Motte liegt nördlich der St John’s Church. Die Kirche steht an der Stelle eines verfüllten Burggrabens der Vorburg.
Die Burg wurde im 12. Jahrhundert auf Geheiß von Richard de Aldford gebaut. Einige Fragmente der Mauern in der Vorburg und bedeutende Erdwerke sind bis heute erhalten. Die Burg sicherte die Furt über den Dee. Das Anwesen gilt als Scheduled Monument.